# موشيه كتساف
موشيه كتساف (بالعبرية: משה קצב) (ولد في 5 ديسمبر 1945، في مدينة يزد في إيران)، هو الرئيس الثامن لدولة إسرائيل، حيث تسلم المنصب في 1 أغسطس 2000 م. بعد انتخابه من قبل الكنيست الإسرائيلي خلفا لعيزر فايتسمان الذي قرر الاستقالة من منصب الرئيس، وقد تغلب كتساب بشكل مفاجئ على منافسه شمعون بيريز الذي رشح نفسه من جديد عند نهاية فترة رئاسة كتساف، وهو أول رئيس دولة لأسرائيل ينحدر من أصول شرقية، انتهت رئاسته على خلفية اتهامة بارتكاب جرائم اغتصاب وتحرش جنسي بحق موظفات سابقات، حكم عليه بالسجن لمدة سبع سنوات، قضى منها خمس سنوات وتم اطلاق سراحه في 21 ديسمبر 2016, بعد تخفيف مدة الحكم.

## حياته
ولد موشيه كاتساف لعائلة يهودية فارسية في يزد بإيران عام 1945، والدته جوهر ووالده شموئيل كتساف، انتقلت عائلته إلى مدينة طهران عندما كان عمره سنة، في العام 1951 قدم إلى إسرائيل مع عائلته واستقروا في مخيم للقادمين الجدد باسم «شاعر عليا» (بوابة القادمين إلى البلاد) بالقرب من حيفا، انتقلت العائلة من هناك إلى مخيم القادمين «كاستينا» شمال النقب، الذي أصبح لاحقا مدينة كريات ملاخي (قسطينة الفلسطينية سابقًا)، تزوج من جيلا لفيت فرداني العام 1966، وولد لهما أربعة أولاد وابنة. انضم كاتساف إلى حزب الليكود الإسرائيلي اليميني، ودرس الاقتصاد والتاريخ في الجامعة العبرية، هناك انتخب كرئيس خلية الطلاب جاحل (جوش حيروت ليبراليم) (كتلة الحرية الليبرالية). وانتخب كرئيس بلدية كريات ملاخي عندما كان بعمر 24 سنة فقط وكان اصغر رئيس بلدية منتخب في إسرائيل. انتخب للكنيست التاسعة في سنة 1977 من قبل الليكود الذي فاز بالاغلبية بهذه الانتخابات لأول مرة، وكان أول من ينتخب للكنيست من بين مدن التطوير (مدن اقيمت في الاطراف لتوطين المهاجرين من الدول الشرقية). اشتهر كتساف بكونه وسطيًا داخل حزب الليكود الذي كان يضم سياسيين من الصقور ولم يسع ليكون نجماً داخل الحزب، في العام 1981 تعين وزيرا في حكومة مناحيم بيغن، انتخب كرئيس لحزب الليكود في الكنيست ال- 13, عين وزيرا للسياحة في أواخر الثمانينيات ثم عين نائبا لرئيس الوزراء في حكومة بنيامين نتنياهو عام 1996، والوزير المسؤول عن مواضيع العرب في الكنيست ال- 14, كان أول وزير مثل الحكومة الإسرائيلية في مراسم ذكرى مجزرة كفر قاسم.

## ولايته الرئاسية
انتخب لمنصب رئيس دولة إسرائيل الثامن في 31 يوليو 2000، بنتيجة 60 صوت مقابل 57 صوت لمنافسه شمعون بيريز. تميزت فترة ولايته الرئاسية بعلاقات دموية ومضطربة مع الجيران العرب والفلسطينيين، إذ اندلعت الانتفاضة الفلسطينية الثانية بعد شهرين من بدء ولايته. في السنوات الأولى تميز بالتصرف الرسمي المتزن، دون احداث أو تصريحات مثير للجدل. صرح في بداية فترة رئاسته انه لن يعفي عن يجال عمير، قاتل رئيس الحكومة يتسحاق رابين. في أعقاب المظاهرات المشحونة في أنحاء إسرائيل، على خلفية خطة الانفصال عن غزة، حاول اداء دور الوسيط وتشجيع الحوار بين المستوطنين والحكومة، حيث ألقى كتساف في أغسطس 2005  خطابا مدح فيه المستوطنين في قطاع غزة، وتأسف أمامهم على إخلاء بيوتهم وطالبهم بالانصياع للقانون.
يتحدث كتساف اللغة الفارسية وسبق له أن استغل الفرصة وتحدث بالفارسية مع الرئيس الإيراني السابق، محمد خاتمي، خلال جنازة البابا السابق، يوحنا بولص الثاني، حيث ينحدر كلاهما من البلدة ذاتها وهي بلدة يزد في وسط إيران، وأثارت تلك المصافحة والمحادثة بينهما آنذاك انتقادات في وسائط إعلام البلدين.

## التهم الجنسية ونهاية ولايته
في العام 2006، سنة واحدة تقريبا قبل نهاية فترة رئاسته، بدأت الشرطة الإسرائيلية بالتحقيق مع كتساف بشأن اتهامات قدمت ضده بعض النساء التي اشتغلت في الديوان الرئاسي والتي تناولت الاعتداءات الجنسية. انتهى تحقيق الشرطة بتقرير قاس ضد كاتساف مما أدى إلى مطالبة كتساف بالاستقالة من قبل رئيس النيابة العامة الإسرائيلية (المستشار القانوني الحكومي). حسب القانون الإسرائيلي محاكمة الرئيس غير ممكنة طالما يشغل منصب الرئاسة فعليًأ. في شهر يناير 2007 قرر النائب العام تبني تقرير الشرطة، وأعلن استعداده لتقديم لائحة اتهام ضد كتساف إذا انتهت فترة ولايته، في حديث لوسائل الإعلام الإسرائيلية نفى كتساف الاتهامات ضده ورفض الاستقالة، إلا أنه أعلن العجز المؤقت عن أداء واجبات الرئاسة، جاء هذا الإعلان في ظل ازدياد عدد أعضاء الكنيست وقادة الجماهير الإسرائيلية الذين امتنعوا من مقابلة الرئيس، وفي ذكرى اغتيال إسحاق رابين أعلن الكثير منهم عدم رغبتهم في حضور مراسم التأبين في دار الرئيس. وبعد طلبه اعفاءه من مهامة بسبب عجزه عن أداء مهام الرئاسة، اقرت اللجنة البرلمانية المسؤولة عن الشؤون الإدارية في 25 يناير 2007 انتقال جميع واجبات الرئاسة وصلاحياتها إلى رئيسة الكنيست داليا إيتسك لمدة ثلاثة أشهر. في 30 يناير 2007 قررت اللجنة البرلمانية بدء المراحل القانونية لإقالة الرئيس، ولكن هذه المسيرة تلزم دعم 90 نائبا (أي 75% من النواب) على الأقل. في نهاية شهر أبريل 2007 أعلن كتساب أنه يمدد فترة عجزه عن المنصب حتى نهاية فترة ولايته في يوليو 2007. اوقفت الكنيست عملية إقالته نظرا إلى صعوبة تطبيقها وقرب نهاية ولايته قانونيٍا.

## محاكمة كتساف
في 28 يونيو 2007 أعلن كل من رئيس النيابة الإسرائيلية العامة ومحامو كتساف الحصول على «صفقة قضائية» أي تسوية تقدم أمام المحكمة حيث يعترف كتساف بتنفيذ مضايقات جنسية وأعمال مشينة مقابل حذف اتهامه بعملية اغتصاب والحكم عليه بمعاقبة خفيفة نسبيا - السجن المشروط والتعويضات المالية. تلزم هذه التسوية تقديم لائحة اتهام معدلة، وإقرار المحكمة للمعاقبة، لتصبح سارية المفعول. اثارت هذه الصفقة المخففة غضب جمعيات جماهيرية قانونية ونسوية وطالبوا رئيس النيابة العامة على الانسحاب من الصفقة القضائية من خلال التماس قدم إلى محكمة العدل العليا. الا ان كتساف تراجع بنفسه عن الصفقة في 8 أبريل 2008 حين بدأت محاكمته في المحكمة اللوائية بالقدس، مما أدى إلى إلغاء الصفقة وتقديم لائحة اتهام أخطر ضده.
برر محامو كتساف تراجعه بأنه يثق ببراءته وندم على التزامه بالاعتراف بجرائم لم يرتكبها، سبب تراجع كتساف عن الصفقة القضائية بالفعل ما زال غامضا، وكانت نتيجته وقوعه تحت طائلة عقوبة السجن الفعلي، ضل كتساف متمسكًا بروايته وانكاره التام للتهم المنسوبة اليه، الا انه ادين في يوم 30/12 /2010 بالمحكمة المركزية في تل ابيب برئاسة القاضي العربي جورج قرا، بتهمة الاغتصاب والتحرش الجنسي وتنفيذ أعمال مشينة بموظفات عملن معه، إضافة إلى تهم بتشويش سير التحقيق، حكم عليه بالسجن 7 سنوات قضى منها 5 سنوات واطلق سراحه في 21 ديسمبر 2016. وكانت عملية الإفراج عليه قد اثارت الرأي العام في إسرائيل لعدة مرات حيث امتنع كتساف من التعبير عن الندم على افعاله وعدم الاعتراف بالذنب الذي اقترفه اتجاه ضحاياه، مما ادى إلى رفض طلباته المقدمة للجنة الإفراج، وتم منحه الإفراج المبكر فقط بعد ان وافق على دخول مسار علاجي والتعبير بشكل معين عن الندم.
يعيش اليوم مع عائلته في كريات ملاخي، وقد ابتعد عن الظهور الاعلامي والجماهيري، حيث يداوم على التعبد الديني.

## انظر ايضًا
- رؤوفين ريفلين
- شمعون بيريز
- عيزر فايتسمان